# Union Iron Works
Union Iron Works byla americká loděnice založená roku 1849 v San Francisku. Její první název byl Union Brass & Iron Works, roku 1906 změněný na Union Iron Works. Od roku 1907 byla loděnice součástí koncernu Bethlehem Steel. V letech 1916–1938 byla pojmenována Union Plant, Bethlehem Shipbuilding Corp. Ltd. a následně až do svého zániku v roce 1982 Union Plant, Bethlehem Steel Co. Shipbuilding Division. Během své existence měla tato loděnice dvě pobočky: Alameda Works Shipyard (1916–1956) a Hunters Point Drydocks (1908–1940).

## Historie

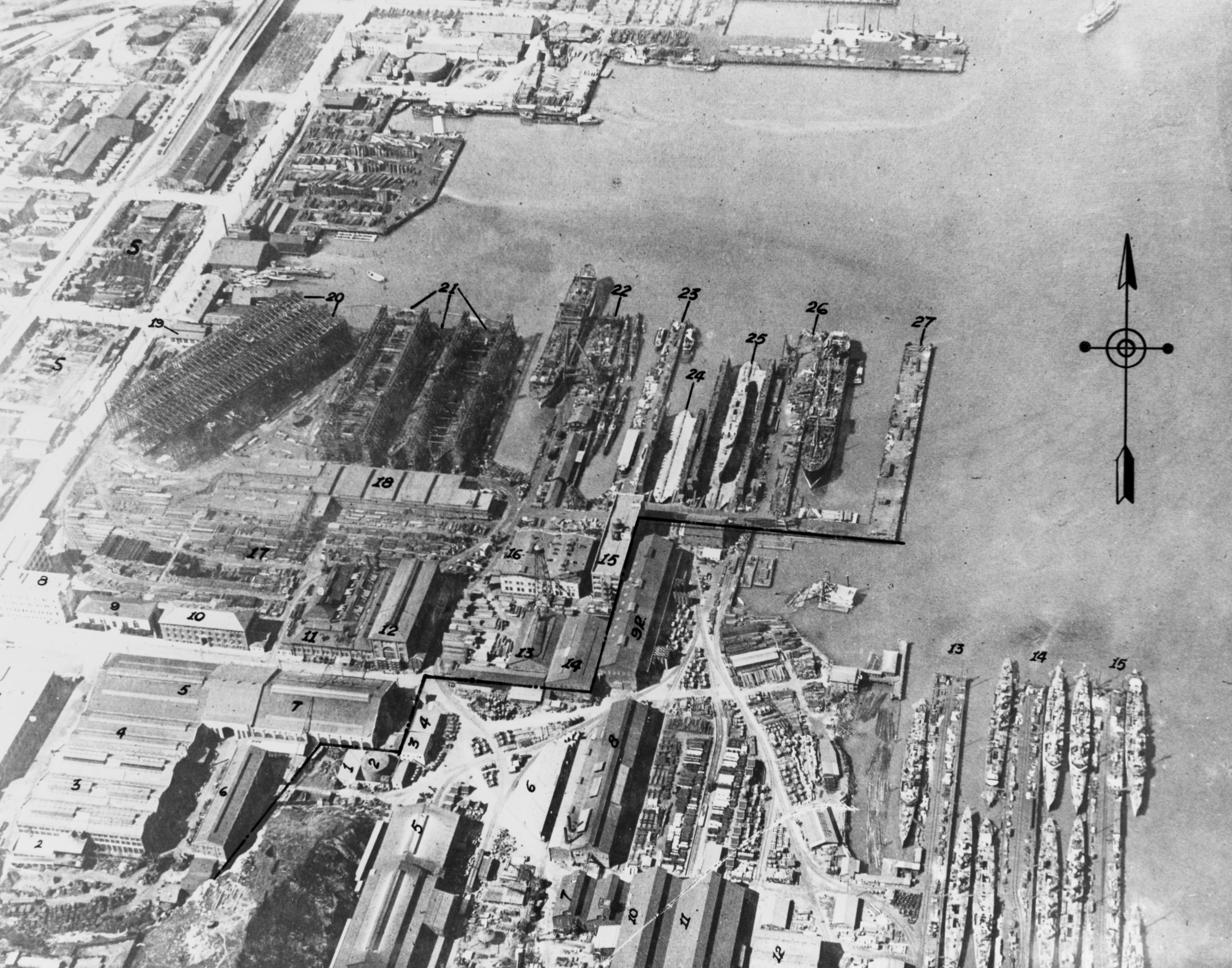
Union Iron Works přibližně v roce 1918

V roce 1849 založil irský imigrant Peter Donahue společnost Union Brass & Iron Works. Po něm ji vedl jeho syn James Donohue. Firma nejprve vyráběla různé strojírenské výrobky a později svou činnost rozšířila i na lodní stavitelství. Roku 1907 loděnici Union Iron Works koupila společnost Bethlehem Steel, ale jméno si zatím ponechala. Roku 1911 byla loděnice rozšířena díky akvizici sousední společnosti Risdon Iron Works. V roce 1917 koncern Bethlehem Steel získal několik dalších loděnic, takže se rozhodl dát svým pobočkám standardizované názvy a Union Iron Works byla přejmenována na Union Plant, Bethlehem Shipbuilding Corp. Ltd.. Mezitím byly do Union Iron Works začleněny i loděnice Alameda Works Shipyard a Hunters Point Drydocks. Roku 1982 společnost Bethlehem Steel prodala loděnici městu San Francisko za symbolický jeden dolar.

## Plavidla (výběr)[3]

### Bitevní lodě
- Třída Maine (1 ks)
- Třída Illinois (1 ks)
- Třída Indiana (1 ks)

### Křižníky

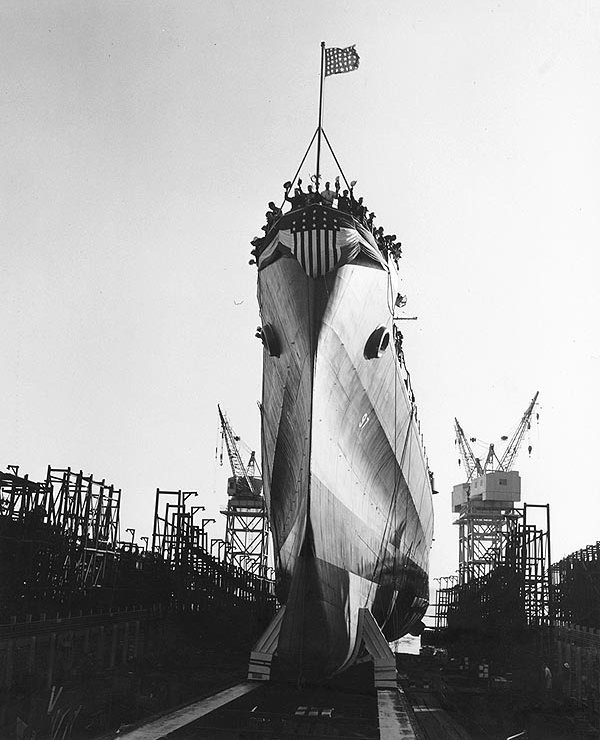
Protiletadlový křižník třídy Atlanta USS Flint (CL-97)

- Třída Atlanta (4 ks) – protiletadlový křižník
- Třída St. Louis (1 ks) – chráněný křižník
- Třída Pennsylvania (2 ks) – pancéřový křižník
- Třída Denver (1 ks) – chráněný křižník
- USS Olympia (C-6) – chráněný křižník
- USS San Francisco (C-5) – chráněný křižník
- USS Charleston (C-2) – chráněný křižník

- Třída Kasagi (1 ks) – Japonsko, chráněný křižník

### Torpédoborce

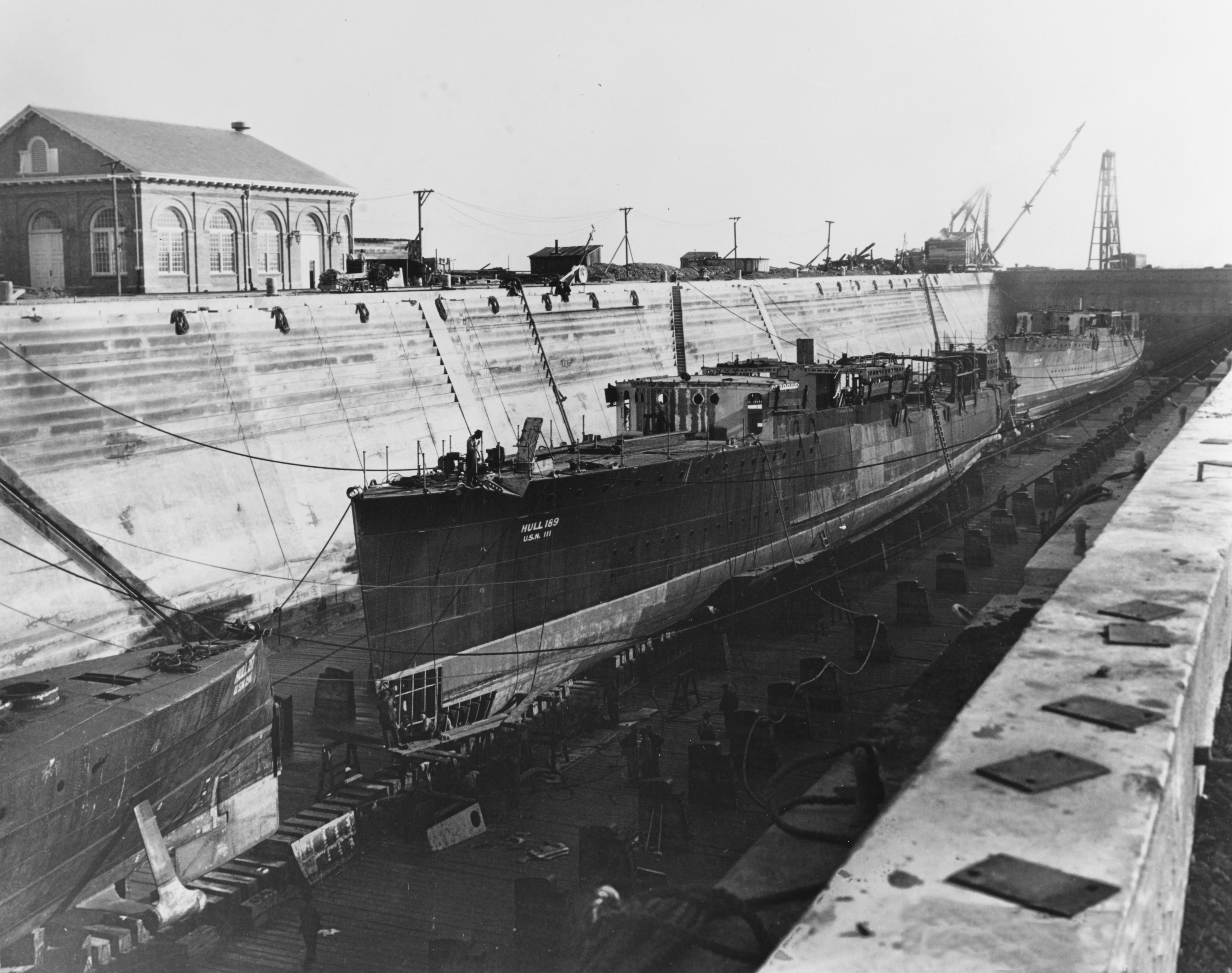
Rozestavěné torpédoborce v roce 1918. V popředí USS Ingraham (DD-111).

- Třída Buckley (12 ks) – eskortní torpédoborce
- Třída Gearing (3 ks)
- Třída Allen M. Sumner (6 ks)
- Třída Fletcher (18 ks)
- Třída Benson (9 ks)
- Třída Gridley (2 ks)
- Třída Clemson (40 ks)
- Třída Wickes (26 ks)
- Třída Bainbridge (3 ks)

### Ponorky
- Třída S (12 ks)
- Třída R (6 ks)
- Třída K (3 ks)
- Třída H (2 ks)
- Třída F (2 ks)
- Třída A 2 ks)

### Ostatní
- Třída Arkansas (1 ks) – monitor
- USS Monterey (BM-6) – monitor

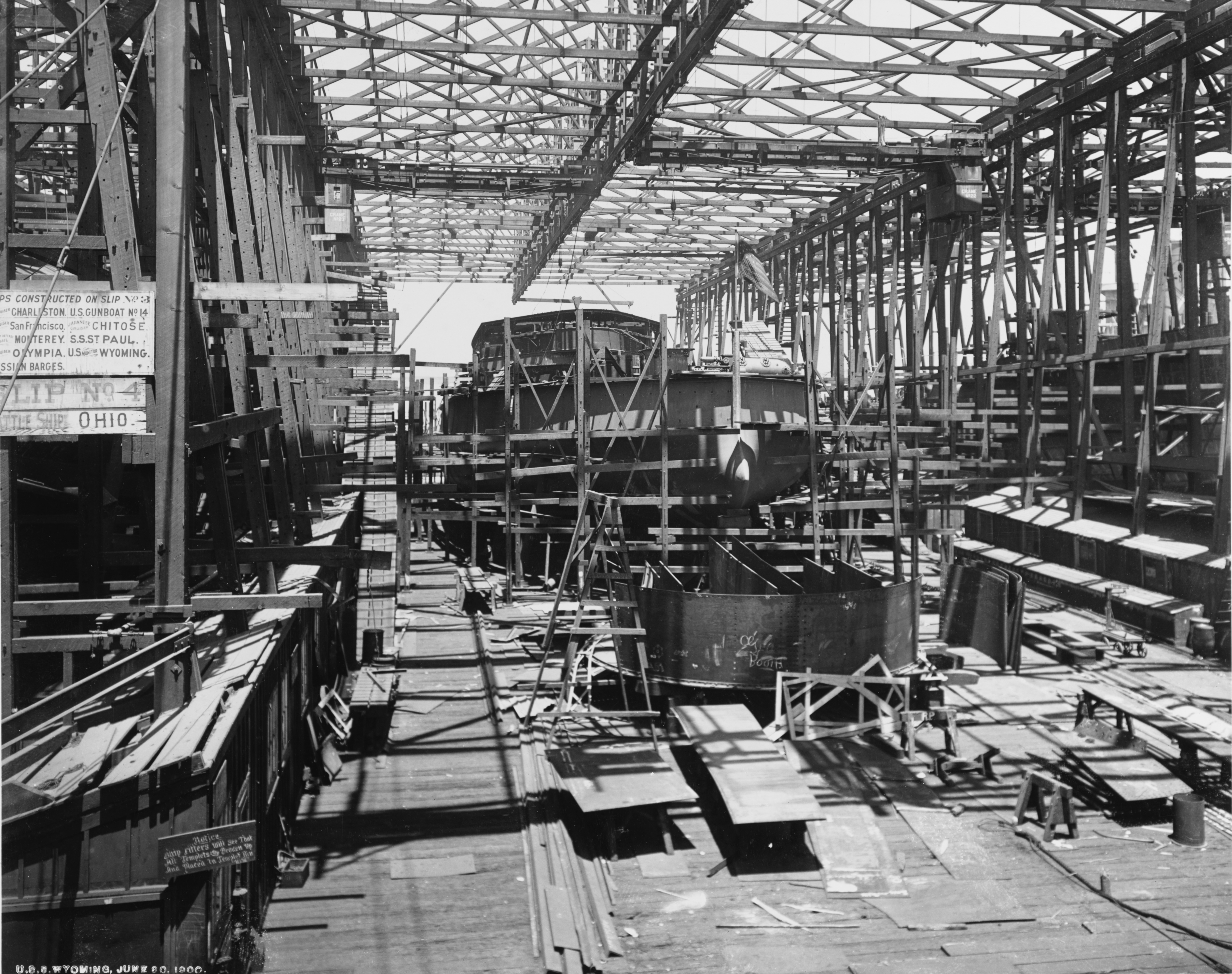
Stavba monitoru třídy Arkansas USS Wyoming (BM-10)

- USS Farragut (TB-11) – torpédový člun
- Třída Wheeling (2 ks) – dělový člun